# اصول علم ثروت ملل یعنی اکونومی پلتیک
اصول علم ثروت ملل یعنی اکونومی پلتیک نخستین کتاب درسی علم اقتصاد در ایران است که یک سال پیش از مشروطه، در سال ۱۲۸۴ ش. با برگردان و نگارش میرزا محمدعلی خان ‌بن ذکاءالملک (محمدعلی فروغی) به چاپ رسیده است.
این کتاب، علاوه بر آنکه علم اقتصاد را برای نخستین بار در ایران به روشی نظام‌مند مطرح می‌کند، بسیاری از مفاهیم پایه این علم را وارد ایران می‌کند. تلاش محمدعلی فروغی در این کتاب به ساخت و معادل‌یابی بسیاری از واژگان پایه این علم در زبان فارسی می‌انجامد.
کتاب «اصول علم ثروت ملل»  فروغی در واقع ترجمه خلاصه‌شده‌ای از کتاب «مبانی اقتصاد سیاسی» (به فرانسوی: Elements D’Economie Politique)، نوشته پل بورگار (به فرانسوی: Beauregard, Paul)، استاد اقتصاد سیاسی دانشکده حقوق پاریس است که چاپ اول آن در سال ۱۸۸۶ میلادی در پاریس منتشر شده است.
این کتاب را نباید با نخستین کتاب علم اقتصاد در جهان یعنی بررسی درباره ماهیت و علل ثروت ملل نوشته آدام اسمیت اشتباه گرفت که از قضا این کتاب هم درست هم‌زمان با استقلال ایالات متحده آمریکا (۱۷۷۶ میلادی) نگاشته شده است.